# Рудий Григорій Якович
Григорій Якович Рудий (нар. 18 січня 1950, Немерче) — український історик-джерелознавець, доктор історичних наук з 2004 року.

## Біографія
Народився 18 січня 1950 року в селі Немерчему (тепер Могилів-Подільський район Вінницької області, Україна) в сім'ї службовців. У 1967—1972 роках навчався на історичному факультеті Київського державного університету. Після закінчення навчання працював на викладацькій та партійній роботі.
З 1993 року в Інституті історії України НАН України: у 1993–1994 роках — інженер; у 1994–1996 роках — молодший науковий співробітник відділу регіональних проблем. 28 вересня 1995 року на Вченій раді Інституту української археографії та джерелознавства імені М. С. Грушевського захистив кандидатську дисертацію на тему: «Періодична преса-джерело вивчення національно-культурної політики Української держави 1918 р.» (науковий керівник Марія Дмитрієнко).
У 1996—2000 роках — старший науковий співробітник; у 2000—2001 роках — науковий співробітник-консультант; у 2001—2002 роках — старший науковий співробітник, учений секретар Науково-організаційного відділу Президії НАН України. 2004 року захистив докторську дисертацію на тему: «Періодика України як об'єкт джерелознавчого дослідження української культури (1917—1920 рр.)».
У 2005—2006 роках — провідний науковий співробітник відділу історико-краєзнавчих досліджень; у 2006—2012 роках — провідний науковий срівробітник Центру «Зводу пам'яток історії та культури України» відділу історії України другої половини ХХ століття. З 2012 року провідний науковий співробітник Центру досліджень історико-культурної спадщини України відділу історії України другої половини ХХ століття. З 2016 року — науковий співробітник відділу пресознавства Національної бібліотеки України імені В. І. Вернадського (за сумісництвом), провідний науковий співробітник.

## Праці
монографії, брошури
- Охорона і збереження пам'яток історії та культури в Україні (за матеріалами української періодики 1917—1941 рр. — К.: Ін-т історії України НАН України, 2011. — 201 с.;
- Охорона пам'яток історії і культури в Україні (1917—1919 рр.). Збірник документів і матеріалів. — К.: Інститут історії України, 2008. — 320 с. (у співавторстві);
- Українська преса 1917—1920 рр. як об'єкт дослідження української культури. — К.: Інститут історії України НАН України, 2005. — 501 с.;
- Газетна періодика — джерело вивчення проблем української культури, 1917—1920 рр. — К.: Інститут історії України НАН України, 2000. — 442 с.;
- Преса Української Держави, 1918: Питання освіти, науки, культури. — К.: Інститут історії України НАН України, 1996. — 178 с.;
- У дзеркалі преси. Висвітлення розвитку освіти і науки в газетній періодиці Української Держави. — К.: Інститут історії України НАН України, 1995. — 36 с.

статті
- Газетна періодика України — об'єкт аналітично-джерелознавчого дослідження // Бібліотека. Наука. Комунікація. Стратегічні завдання розвитку наукових бібліотек: матеріали міжнародної наукової конференції (Київ, 3-5 жовтня 2017 р.). — К., 2017. — С. 610—613.
- Газетна періодика УРСР 1950-х рр.: особливості формування, функціонування, контент // Наукові праці Національної бібліотеки України імені В. І. Вернадського. — К., 2017.
- Газетна періодика Києва 1919 року як джерело вивчення соціально-економічного, міжнародного, культурно-освітнього розвитку України за білогвардійської влади // «Рукописна та книжкова спадщина України: археографічні дослідження унікальних архівних та бібліотечних фондів: збірник наукових праць». — К., 2017.
- Періодика Києва 1918–1920-ті рр. як джерело вивчення культурного життя в УСРР // Вісник аграрної історії. — К., 2015. — № 10. — С. 153—167.
- Київська періодична преса 1917—1918 рр. як джерело з історії Української Центральної Ради" // Україна ХХ століття. Культура. Ідеологія. Політика: Збірник статей. — К., 2014. — Вип. 19. — С. 272—284.
- Періодична преса Києва 1917–1920-х рр. як важливе наративне джерело вивчення революційних процесів в Україні // Університет. — К., 2012. — № 4. — С. 18–26.
- Київські газети 1918—1919 років — джерело вивчення діяльності Директорії УНР в релігійній і культурній сфері // Збірник праць Науково-дослідного інституту пресознавства Львівської національної бібліотеки України імені В.Стефаника НАН України. — Львів, 2014. — № 4 (22). — С. 153—167.
- Періодичні видання Києва 1917–1920-х рр. як історичне джерело: методологічні та методичні аспекти дослідження // Збірник праць Науково-дослідного інституту Львівської національної бібліотеки України ім. В.Стефаника НАН України. — Львів, 2012. — № 2 (20). — С. 100—125.
- Проблеми збереження музейної спадщини України: за результатами аналізу матеріалів республіканської періодики 1930-х рр. // Український історичний журнал. — К., 2010. — № 6. — С. 127—135.
- Монументальна політика в Україні 1930 рр. у висвітленні української періодики // Університет. — К., 2010. — № 3. — С. 46–51.
- Періодика 1920-х років як джерело вивчення пам'яткоохоронної діяльності в Україні" // Український історичний журнал. — К., 2009. — № 4. — С. 198—212.
- Періодична преса як об'єкт дослідження пам'яткоохоронного процесу 1917—1940 рр.: історіографія проблеми // Університет. — К., 2008. — № 6. — С. 48–56.
- Періодика України 1917—1940 рр. як історичне джерело // Бібліотечний вісник. — К., 2008. — № 1. — С. 29–36.
- Преса України 1917—1940 як джерело вивчення охорони історико-культурної спадщини // Збірник праць Науково-дослідного центру періодики Львівської наукової бібліотеки ім. В. Стефаника НАН України — Львів, 2007. — Вип. 18. — С. 175—192.
- Періодика — об'єкт дослідження пам'яткоохоронного процесу в Україні 1917—1940 рр. // Наукові праці Національної бібліотеки України ім. В. І. Вернадського / ред. кол.: О. С. Онищенко (голова) та ін. — К.; НБУВ, 2007. — Вип. 19. — С. 279—292.
- Матеріали періодичної преси 1917—1940 рр. як джерело до вивчення культурної спадщини України // Історія України: маловідомі імена, події, факти. Збірник наукових праць. — К., 2006. — Вип. 33. — С. 294—309.
- Розвиток видавничої справи за доби Центральної Ради й Української держави (за матеріалами української преси 1917—1918 рр.) // Спеціальні історичні дисципліни: питання теорії та методики. Збірка наукових праць: У 2-х частинах. — К., 2005. — Число 12. — Част. 2 — С. 309—332.
- В. І. Вернадський: «Читав Шевченка і раджу тобі прочитати» // Віче. — К., 2005. — № 12. –С. 40–43.
- Газети 1917—1920 рр. як об'єкт якісного та кількісного аналізу // Історія України. Маловідомі імена, події, факти: збірник наукових статей — К., 2004. — Вип. 27. — С. 387—396.
- Періодика доби Центральної Ради як джерело вивчення громадського руху за відродження української мови // Історія України. Маловідомі імена, події, факти: збірник наукових статей — К., 2003. — Вип. 22–23. — С. 214—225.

## Відзнаки
- Почесна грамота Кабінету Міністрів України (2005; за значний особистий внесок у розвиток українського краєзнавства);
- Відзнака Національної академії наук України «За професійні здобутки» (2010)[1].